# Haga (Gotemburgo)
Haga ( PRONÚNCIA) é um dos mais antigos bairros tradicionais da cidade de Gotemburgo, na Suécia.
Está anotado como Hagen em 1637, em referência aos pastos e hortas que abasteciam a cidade.
Um bairro com casas de madeira surgiu então para dar habitação às famílias que trabalhavam no local.
Fica situado entre a praça Järntorget, a igreja de Haga e o fortim Skansen Kronan.

Haga é conhecida pela sua atmosfera de séc. XIX, com as suas casas de madeira e os seus numerosos cafés.

Antigamente era um bairro operário com má reputação, mas depois das obras de restauração dos anos 70-80, passou a ser um bairro muito frequentado pelos gotemburgueses e visitado pelos turistas.

Tem cerca de 3 813 habitantes (2022), e pertence à área administrativa (stadsområde) do Centro (Centrum).

## Património
- Skansen Kronan - Fortim da Coroa
- Hagateatern – teatro para crianças, jovens e adultos[6]
- Hagakyrkan - Igreja de Haga
- Hagaparken - parque
- Pustervik – casa de arte cénica[7]
- Café Kringlan - café típico[8]
- Dicksonska folkbiblioteket - antiga biblioteca municipal dos anos 50
- Haga Nygata - rua central de Haga
- Hagabadet - casa balnear da década de 1870
- Skanstorget - praça centenária de Haga

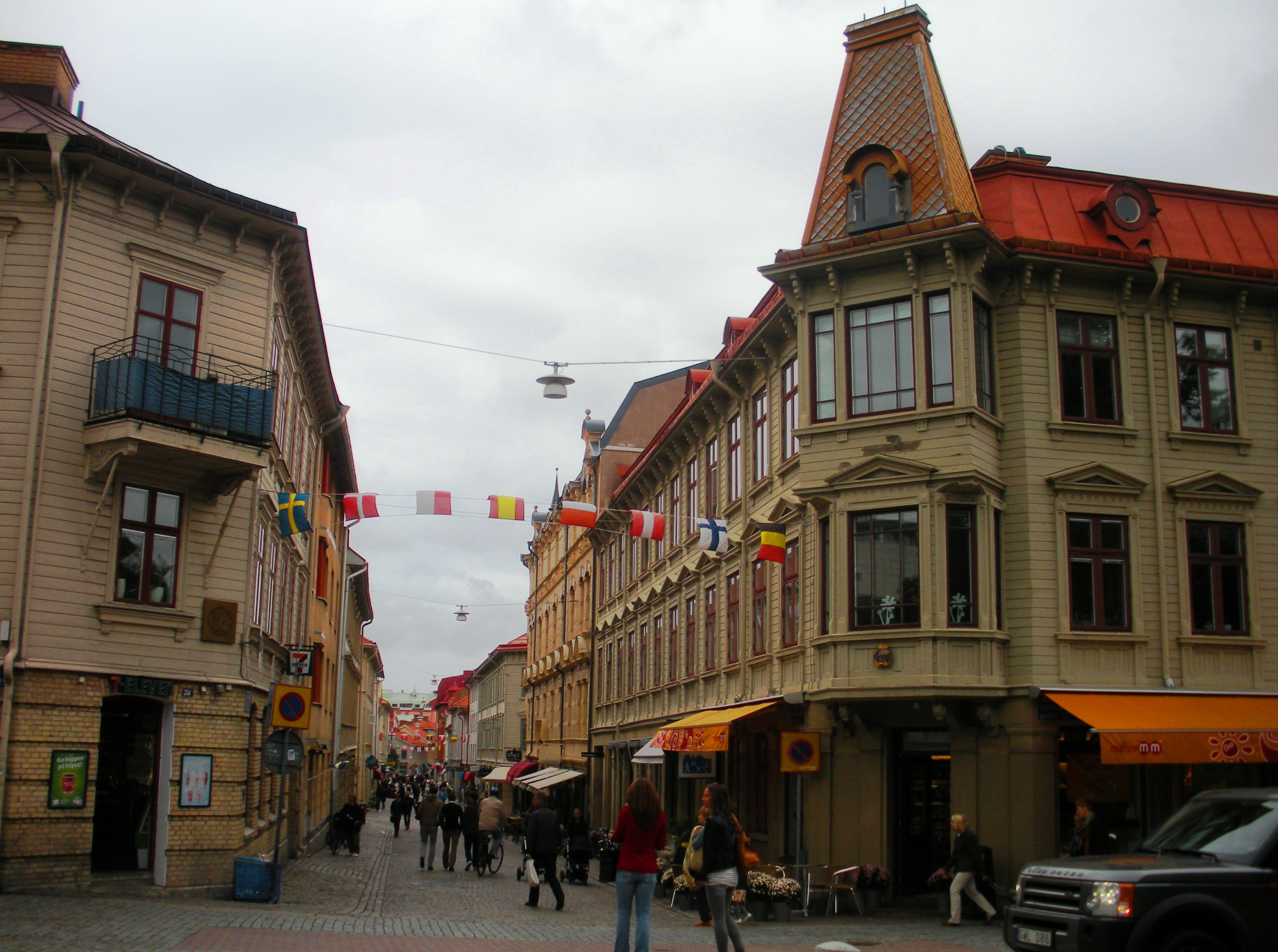
A rua Haga Nygata
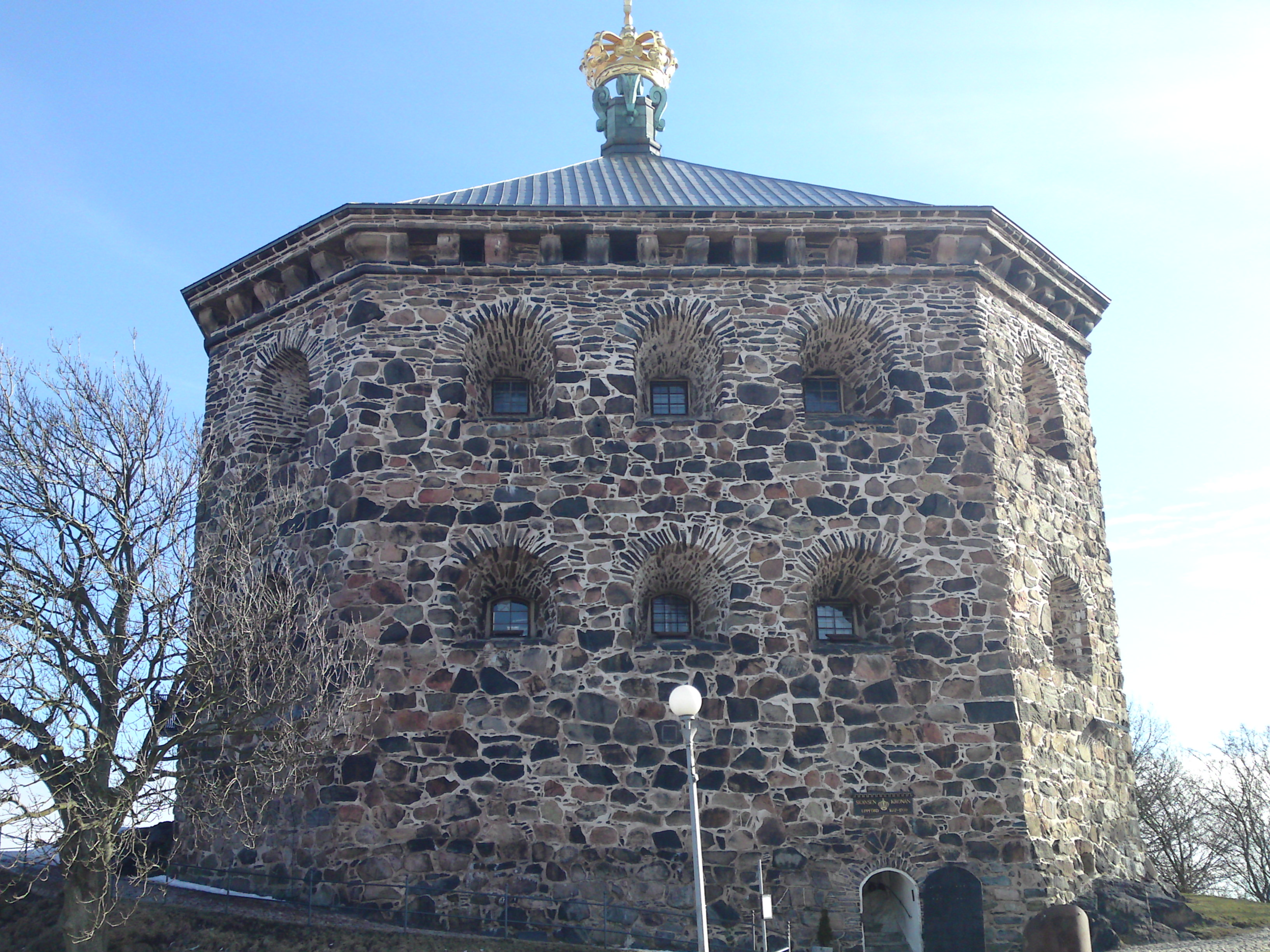
O fortim Skansen Kronan
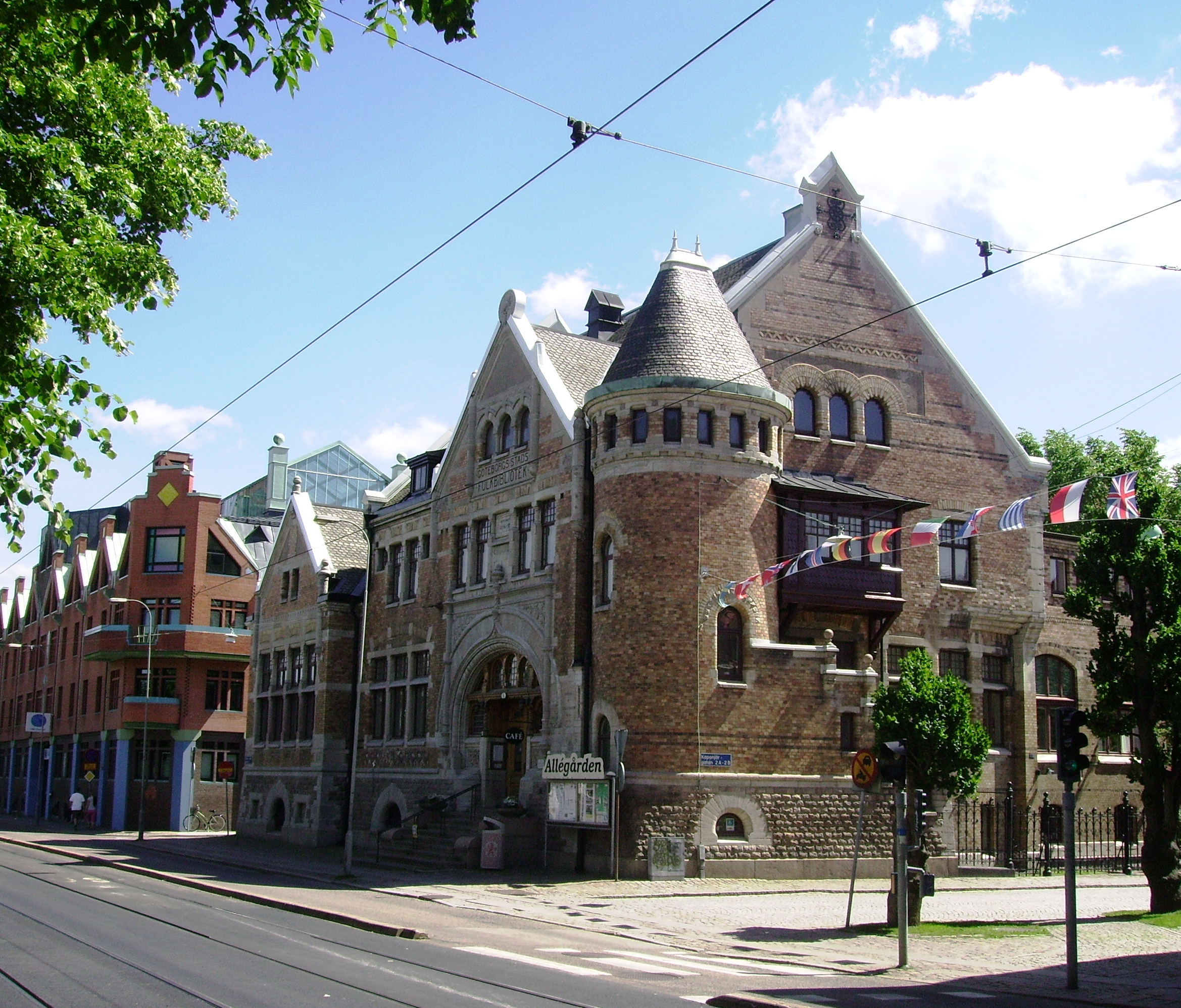
A antiga biblioteca Dicksonska folkbiblioteket
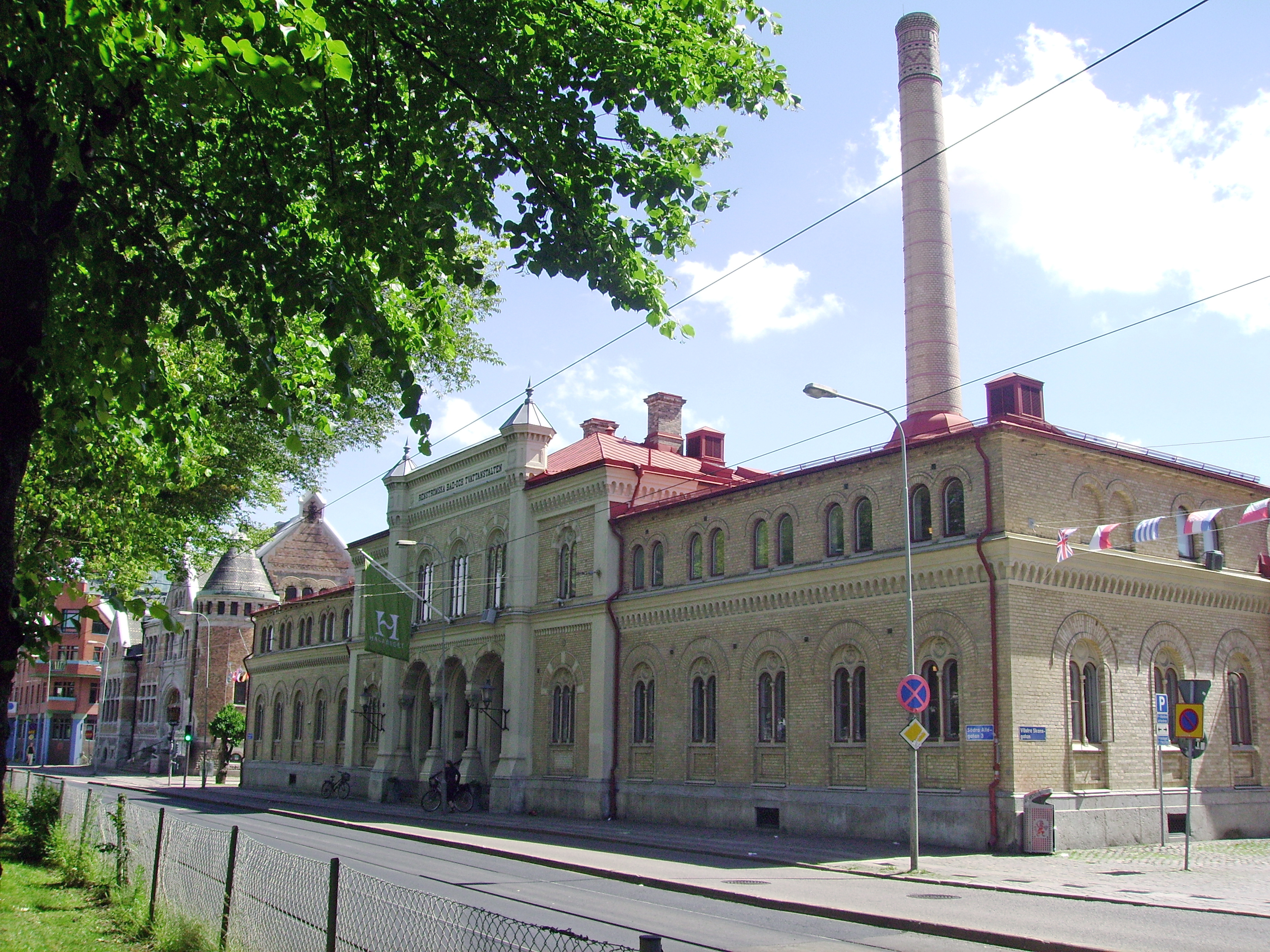
O "banho público" Hagabadet
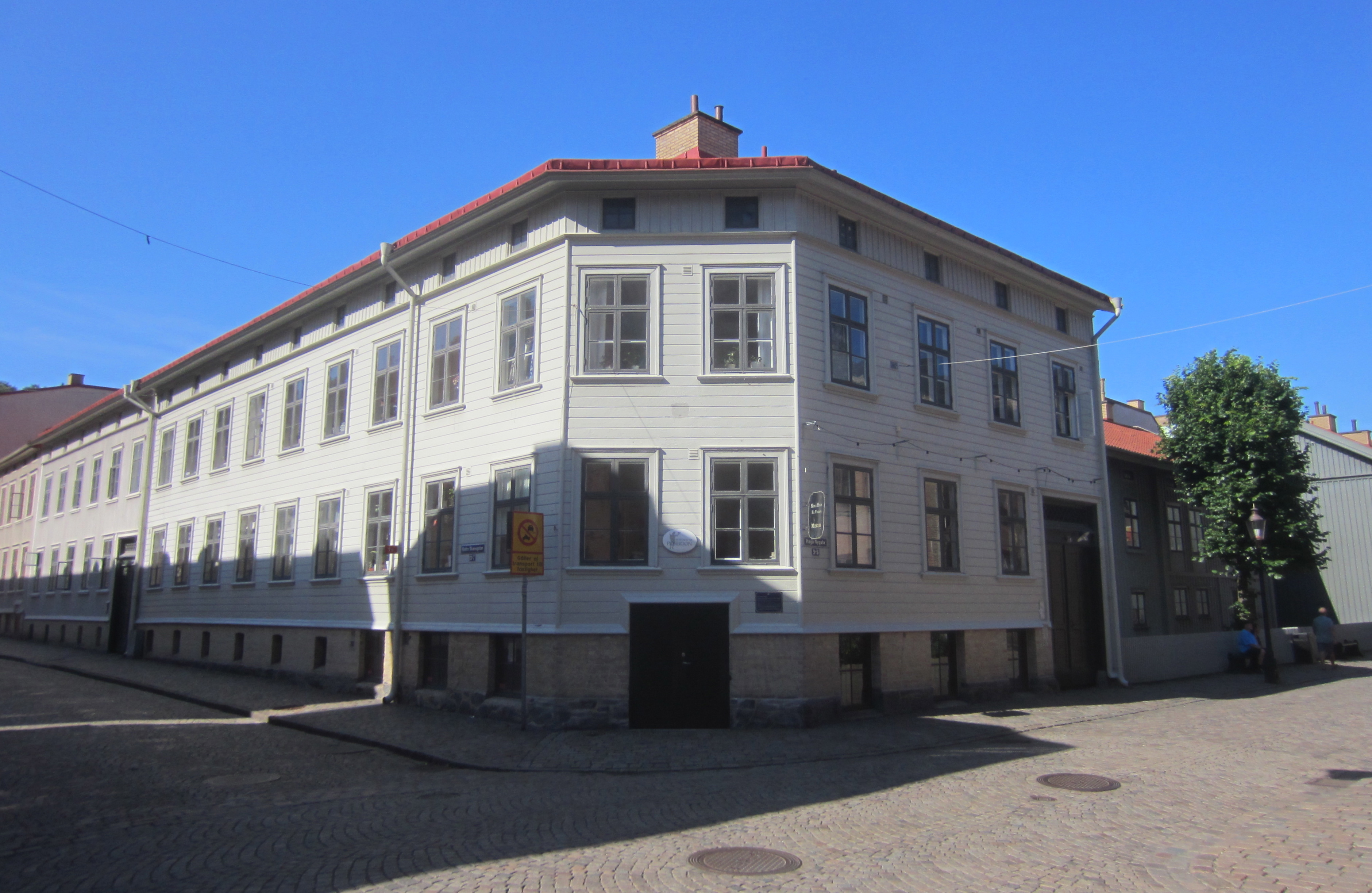
O quarteirão Furiren
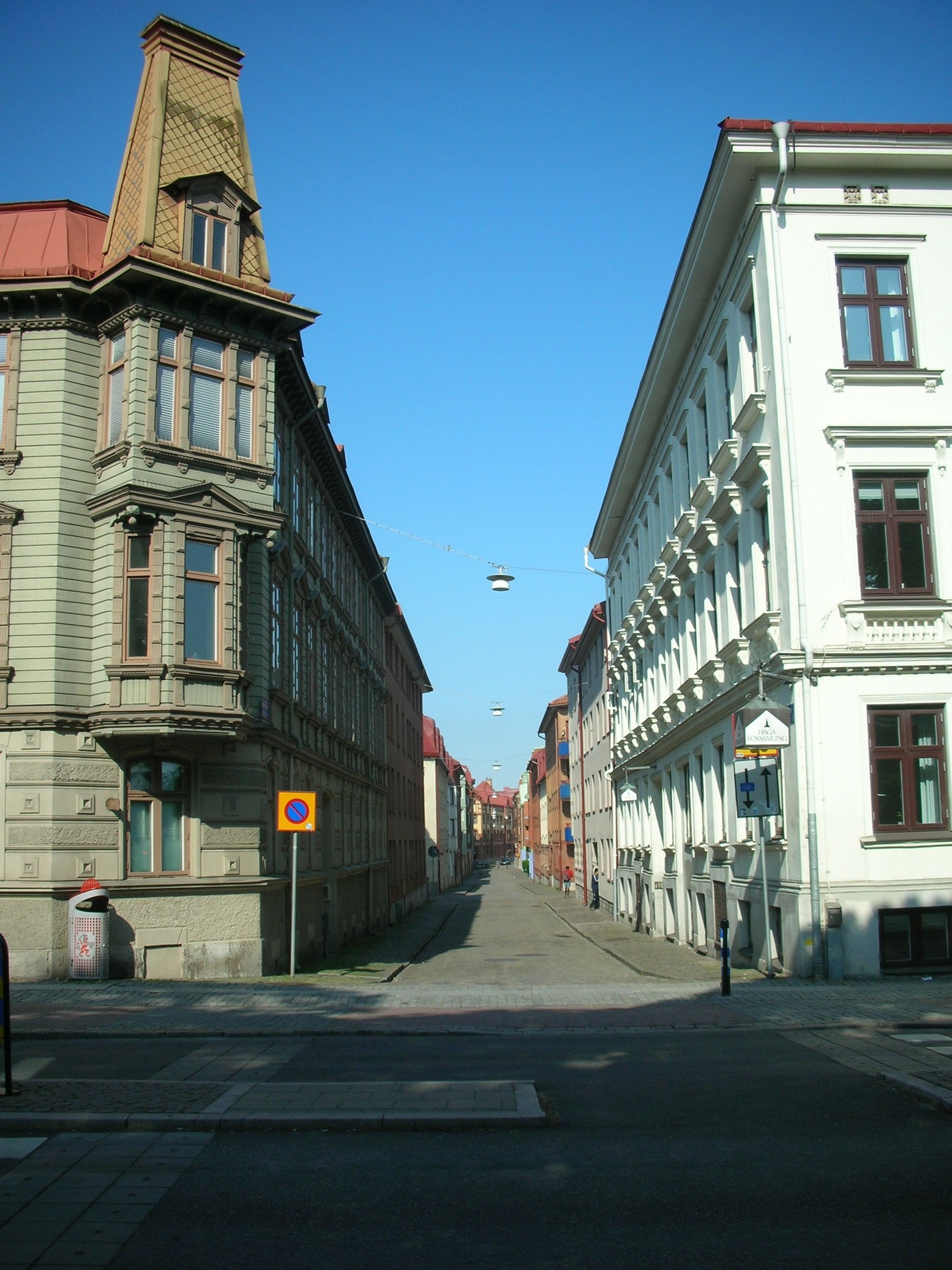
A rua Haga Östergata

## Algumas ruas e praças de Haga
- Andra Långgatan
- Haga Kyrkogata
- Haga Nygata
- Haga Östergata
- Husargatan
- Järntorget
- Järntorgsgatan
- Landsvägsgatan
- Linnégatan
- Norra Allégatan
- Nya Allén
- Pusterviksbron
- Pusterviksgatan
- Pusterviksplatsen
- Skansparken
- Skanstorget
- Skolgatan
- Södra Allégatan
- Sprängkullsgatan
- Tredje Långgatan
- Vasagatan
- Västra Skansgatan